# Arcelia de los Libres
Arcelia de los Libres är en ort i Mexiko.   Den ligger i kommunen Cutzamala de Pinzón och delstaten Guerrero, i den södra delen av landet, 200 km sydväst om huvudstaden Mexico City. Arcelia de los Libres ligger 331 meter över havet och antalet invånare är 134.
Terrängen runt Arcelia de los Libres är lite kuperad, och sluttar söderut. Runt Arcelia de los Libres är det ganska tätbefolkat, med 60 invånare per kvadratkilometer. Närmaste större samhälle är Ciudad Altamirano, 14,7 km söder om Arcelia de los Libres. Omgivningarna runt Arcelia de los Libres är en mosaik av jordbruksmark och naturlig växtlighet.